# Caos Dimensionale

Il logo del set

Caos Dimensionale (in inglese Planar Chaos) è un set di espansione del gioco di carte collezionabili Magic: l'Adunanza. In vendita in tutto il mondo a partire dal 2 febbraio 2007, è la seconda espansione del blocco di Spirale Temporale, preceduta da Spirale Temporale appunto, e seguita da Visione Futura.

## Ambientazione
(Lord Windgrace)
Come il set precedente, Caos Dimensionale è ambientato su Dominaria. Il viandante dimensionale Teferi ha avuto successo nel riportare nel mondo la parte del continente di Shiv che secoli addietro aveva rimosso e posta in una fase alternativa dell'esistenza, per proteggerla dall'imminente invasione di Phyrexia. In questo modo è riuscito a sanare la fenditura spazio-temporale che sovrastava quella parte di Dominaria, ma apparentemente ha pagato questo sforzo con la propria scintilla di viandante dimensionale. Ora, senza i suoi poteri semi divini ma come un comune mortale, deve trovare il modo di sanare le altre fenditure per poter salvare non solo il suo mondo, ma l'universo intero. Assieme alla sua amica Jhoira e al promettente inventore Venser, deve cercare di convincere altri viandanti dimensionali a sacrificare la loro onnipotenza per preservare la fabbrica dell'esistenza. Ma Lord Windgrace, il dio-pantera di Urborg, e Freyalise, la protettrice di Cielsudario, si rivelano entrambi dei personaggi con cui è difficile trattare, mentre il golem d'argento Karn sembra sapere bene quello che sta succedendo nel multiverso e fornisce il proprio prezioso supporto, ma sparisce prima di poter spiegare il significato delle sue criptiche parole.

## Caratteristiche
Caos Dimensionale è composta da 165 carte, stampate a bordo nero, così ripartite:
- per colore: 31 bianche, 31 blu, 31 nere, 31 rosse, 31 verdi, 11 multicolori, 1 terra.
- per rarità: 60 comuni, 55 non comuni e 50 rare.

Il simbolo dell'espansione è un turbine stilizzato, (o una clessidra vista da un angolo obliquo), e si presenta nei consueti tre colori a seconda della rarità: nero per le comuni, argento per le non comuni, e oro per le rare.
Caos Dimensionale è disponibile in bustine da 15 carte casuali e in 4 mazzi tematici precostituiti da 60 carte ciascuno:
- Marcia infinita (rosso-bianco)
- Rituali della rinascita (Nero-Bianco-Verde)
- Mente instabile (nero rosso)
- Retaggio di Ixidor (blu)

Caos Dimensionale fu presentata in tutto il mondo durante i tornei di prerelease il 20 gennaio 2007, in quell'occasione venne distribuita una speciale carta olografica promozionale: il drago leggendario Oros, il Vendicatore, che presentava un'illustrazione alternativa rispetto alla carta che si poteva trovare nelle bustine.

### Ristampe
Nessuna carta è stata ristampata da set precedenti.

## Novità
Caos Dimensionale introduce nuove abilità nel mondo di Magic: l'Adunanza, oltre ad alcuni gruppi di carte con delle tematiche simili.
Ad esempio le carte dette "rimbalzo" hanno un'abilità di "Quando questa carta entra in gioco, riprendi in mano". Solitamente con l'abilità Lampo, queste carte vengono usate per riprendere in mano carte con evanescenza, carte incantate con Incantesimi-Aura o per salvare le creature durante un combattimento.
- Puoi far tornare la creatura "rimbalzo" stessa in mano al suo proprietario. Se non controlli altre creature, devi riprendere in mano la creatura rimbalzo.
- Se una creatura rimbalzo ti ordina di far tornare più creature di quelle che controlli, devi far tornare tutte le creature che controlli in mano ai loro proprietari.
- L'abilità non bersaglia le creature che fai tornare in mano. Non scegli quali far tornare in mano fino a che non si risolve l'abilità. Nessuno può rispondere alla scelta.

Un altro gruppo di carte con un funzionamento simile fra loro sono le carte "Estorsione". Queste carte hanno un'abilità per la quale, quando stanno per entrare in gioco, possono essere neutralizzate se l'avversario paga il loro costo di estorsione.
Esempio: Infrangere Speranze (Quando giochi questa carta, qualsiasi giocatore può pagare 5 punti vita. Se lo fa neutralizza questa carta.)
Neutralizza una magia bersaglio.
- Un giocatore non può scegliere l'opzione di "estorsione" a meno che non possa effettivamente farlo. Ad esempio, se l'azione fosse "scartare tre carte," un giocatore con due o meno carte in mano non potrebbe scegliere l'opzione per neutralizzare la magia.

Oltre alle nuove abilità e tematiche, come le altre due espansioni del blocco di Spirale Temporale Caos Dimensionale ripropone molte vecchie abilità storiche di Magic quali Sospendere, Eco, Lampo, Battibaleno, Aggirare, Potenziamento, Follia, Metamorfosi, Ombra; e vecchie tematiche come i Tramutanti e le carte “split”.

### Nuove abilità

#### Evanescenza
Assomiglia all'abilità Svanire dell'espansione Nemesis, ma funziona piuttosto in modo simile all'abilità Sospendere di Spirale Temporale. Quando una carta entra in gioco, e ha evanescenza, entra con tanti segnalini tempo, pari al numero scritto dopo Evanescenza. Ad ogni mantenimento il proprietario di quella carta rimuove un segnalino tempo, quando non ce ne sono più, si deve sacrificare la carta. Molte carte con l'abilità Evanescenza, hanno un'altra abilità che si attiva quando lasciano il gioco senza segnalini tempo. Se un permanente ha più istanze di evanescenza, ognuna funziona separatamente.
- Sia evanescenza che la meccanica di sospendere introdotta nell'espansione Spirale Temporale usano segnalini tempo. Molti effetti nel blocco Spirale Temporale che coinvolgono segnalini tempo, come l'abilità del Cronoinsetto di Jhoira, possono anche influenzare i permanenti con evanescenza che hanno segnalini tempo su di essi.
- Se l'ultimo segnalino tempo viene rimosso da un permanente con evanescenza e l'abilità di sacrificio viene neutralizzata, quel permanente rimarrà in gioco per un periodo indefinito senza alcun segnalino tempo su di esso. Nessuna delle due abilità innescate di evanescenza ha la possibilità di innescarsi di nuovo. In modo simile, se un permanente senza segnalini tempo su di esso che è già in gioco diventa una copia di un permanente con evanescenza, rimarrà in gioco per un periodo indefinito. Se un permanente con uno o più segnalini tempo su di esso che è già in gioco diventa una copia di un permanente con evanescenza, evanescenza funzionerà come di norma.

### Carte Pianotraslate
La carte che segnano di più questa serie sono le cosiddette Pianotraslate.
A differenza delle Cronotraslate di Spirale temporale, carte vecchie che venivano semplicemente riproposte, queste Pianotraslate sono carte vecchie, e spesso storiche, riprese e cambiate di colore in modo da ampliare le possibilità di ogni colore.